# ريكاردو كاستيلو
ريكاردو كاستيلو (بالإسبانية: Ricardo Castillo)‏ مواليد 7 يونيو 1979 في ولاية سونورا، المكسيك، هو ملاكم محترف مكسيكي يصنف ضمن فئة وزن الريشة.

## إحصائيات
خاض خلال مسيرته 50 نزالا، فاز في 39 وتعادل في 1 وخسر في 10. فاز بالضربة القاضية في 26 نزالا.

## روابط خارجية
- ريكاردو كاستيلو على موقع بوكس ريك (الإنجليزية) (registration required)